# Felipe Melo de Carvalho
Felipe Melo de Carvalho (nascut a Volta Redonda el 26 d'agost del 1983) és un futbolista professional brasiler que juga com a migcampista al Palmeiras.

## Trajectòria

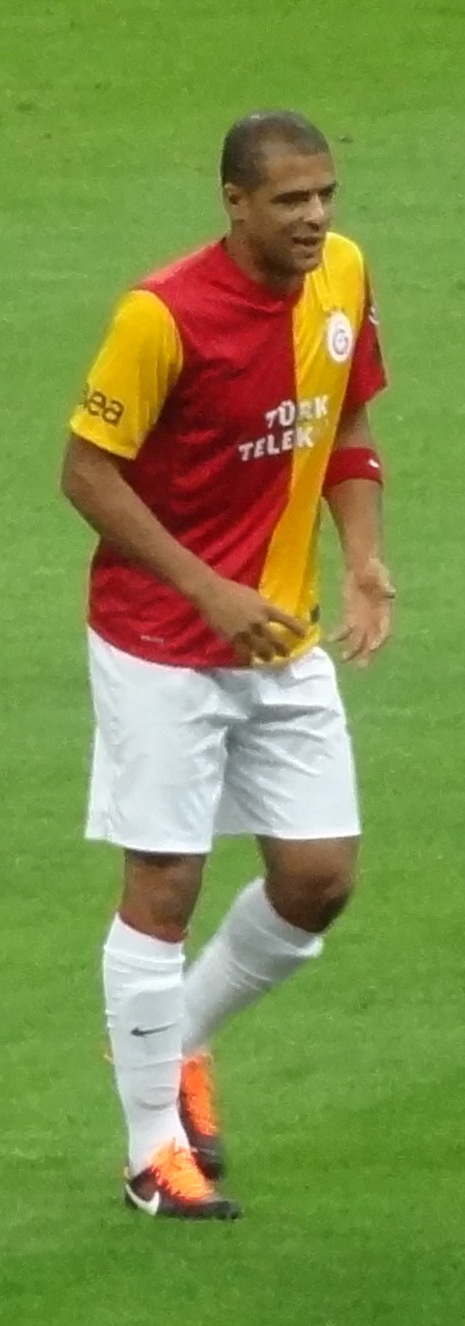
Felipe Melo de Carvalho

Després de jugar a diversos clubs del Brasil i Espanya, va fitxar per l'ACF Fiorentina a la temporada 2008-09, on va fer una gran campanya, aconseguint jugar amb la selecció brasilera, guanyant la Copa Confederacions 2009 i despertant l'interès de diversos clubs europeus. El 30 de juny el club de Florència va renovar el seu contracte fins al 2013, encara que el 15 de juliol es va fer oficial el seu fitxatge per la Juventus de Torí per 25 milions d'euros.

## Palmarès

### Selecció del Brasil
- Confederacions, (2009)